# Peutenburger Felsen

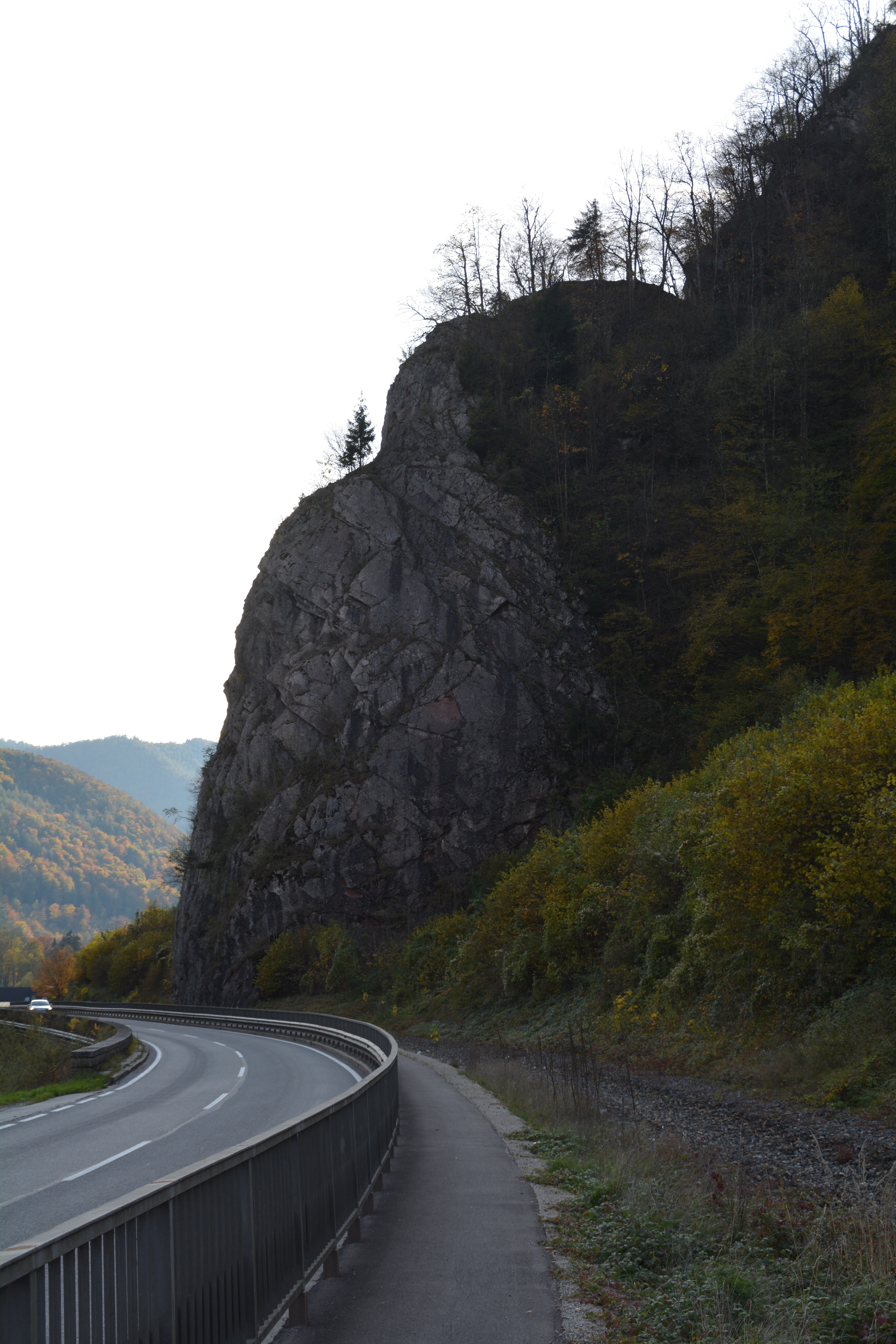
Peutenburger Felsen

Der Peutenburger Felsen ist ein markantes Felsengebilde an der Erlauf in Niederösterreich.
Die beiderseits aus dem Fluss aufragenden Felsen bei Peutenburg stellten lange Zeit ein unpassierbares Hindernis dar. Die Nordflanke wurde 1544 für die Errichtung der Dreimärktestraße gesprengt. Das verbliebene Felsgebilde wurde im Jahr 1927 von der Bezirkshauptmannschaft Scheibbs zum Naturdenkmal (Listeneintrag) erklärt.